# СПАД S.41
СПАД S.41 (фр. SPAD S.41) је ловачки авион направљен у Француској. Авион је први пут полетео 1922. године. 

Највећа брзина у хоризонталном лету је износила 238 km/h. Размах крила је био 8,68 метара а дужина 6,65 метара.

## Наоружање
| Наоружање авиона: СПАД         |          |
| Ватрено (стрељачко) наоружање  |          |
| Топ                            |          |
| Митраљез                       |          |
| Број и ознака митраљеза        | 2 Викерс |
| Број метака                    | 300      |
| Калибар                        | 7,7      |
| Бомбардерско наоружање (бомбе) |          |
| Ракетно наоружање (ракете)     |          |